# چه کسی؟
چه کسی؟ (به هندی: Kaun?) فیلمی محصول سال ۱۹۹۹ و به کارگردانی رام گوپال وارما است. در این فیلم بازیگرانی همچون اورمیلا ماتوندکار، مانوج باجپایی و سوشانت سینگ ایفای نقش کرده‌اند.